# HD 41534
HD 41534 är en dubbelstjärna i den mellersta delen av stjärnbilden Duvan. Den har en kombinerad skenbar magnitud av ca 5,65 och är svagt synlig för blotta ögat där ljusföroreningar ej förekommer. Baserat på parallax enligt Gaia Data Release 2 på ca 3,5 mas, beräknas den befinna sig på ett avstånd på ca 950 ljusår (ca 290 parsek) från solen. Den rör sig bort från solen med en heliocentrisk radialhastighet på ca 93 km/s. Den är en flyktstjärna med en ovanligt stor egenrörelse av ca 188 km/s och har blivit utstött från OB-föreningen Sco OB1 för omkring 14 miljoner år sedan.

## Egenskaper
Primärstjärnan HD 41534 A är en blå stjärna i huvudserien av spektralklass B2 V, som har en snabb rotation med en projicerad rotationshastighet av 122 km/s. Den har en massa som är ca 7 solmassor, en radie som är ca 3,9 solradier och har ca 1 620 gånger solens utstrålning av energi från dess fotosfär vid en effektiv temperatur av ca 20 000 K. Den visar mikrovariabilitet med en amplitud på 0,0086 i magnitud och en frekvens på 0,11316 cykler per dygn.